# Restless Souls (film 1919)
Restless Souls è un film muto del 1919 diretto da William C. Dowlan che si basa sul racconto omonimo di Cosmo Hamilton di cui non si conosce la data di pubblicazione.

## Trama
Sposatasi per interesse, Judith Wingate vorrebbe lasciare il marito, ma lui - pur sapendo che Judith lo tradisce - le rifiuta il divorzio. Lei, allora, invita nella loro residenza l'amica Marion che, sposata a un povero inventore, anela alla ricchezza. Il piano sarebbe quello di far nascere un rapporto tra Marion e suo marito, così da poterlo inchiodare e ottenere l'agognato divorzio. Ma Marion non gradisce le attenzioni di Wingate e Oliver, l'amante di Judith, cerca allora di approfittarne. Così, quando Judith entra nella stanza dell'amica convinta di sorprenderla in una situazione compromettente con il marito, la trova invece insieme al suo amante. Hugh, il marito di Marion, è convinto che la moglie lo abbia tradito e il fatto di essere riuscito a ottenere una ricca commessa dal governo per la sua nuova invenzione lo consola fino a un certo punto. Quando finalmente sarà convinto dell'innocenza della moglie, lei ritornerà da lui dimenticando i suoi sogni di ricchezza e riconoscendo, invece, il talento fino a quel momento sottovalutato dell'uomo amato.

## Produzione
Il film fu prodotto dalla Triangle Film Corporation.

## Distribuzione
Distribuito dalla Triangle Distributing, il film uscì nelle sale cinematografiche statunitensi il 2 febbraio 1919.